# 1-800-273-8255
1-800-273-8255 is een nummer van de Amerikaanse rapper Logic uit 2017, in samenwerking met de Canadese zangeres Alessia Cara en de Amerikaanse zanger Khalid. Het is de derde en laatste single van Logic's derde studioalbum Everybody.
De titelnaam is het telefoonnummer van de Suicide Prevention Hotline in de Verenigde Staten. Het nummer gaat dan ook over suïcidaliteit. Logic kreeg de inspiratie voor het nummer toen fans hem vertelden dat hij en zijn muziek hun levens gered hadden. Logic raakte hier naar eigen zeggen erg door geraakt.
In de bijbehorende videoclip is te zien hoe een jongen worstelt met zijn gevoelens voor een andere jongen. Zijn vader accepteert het niet en ook zijn klasgenoten treiteren hem. De twee worden betrapt en dit zorgt ervoor dat de hoofdpersoon in een diep dal terecht komt. In de video heeft hij wanhopig een geweer in de hand, omdat hij een einde aan zijn leven wil maken. Uiteindelijk is te zien hoe hij de zelfmoordpreventie-lijn belt en zo hulp zoekt. Hij vindt de liefde van zijn leven en trouwt. Zijn ouders zijn, zo blijkt uit de video, ook hartstikke trots en blij voor hem. De video laat zien dat het goed kan komen, zelfs als je geen andere uitweg meer ziet. 
Het nummer werd in veel landen een hit. In de Amerikaanse Billboard Hot 100 haalde het de 3e positie. In de Nederlandse Top 40 haalde het een bescheiden 23e positie, en in de Vlaamse Ultratop 50 werd de 36e positie gehaald. Sinds Logic het nummer liet horen bij de MTV VMA's is het aantal belletjes naar het telefoonnummer met 50% toegenomen. De organisatie is erg verheugd met deze toename. Het gaat volgens hen niet alleen om het aantal belletjes, maar ook omdat de rapper het taboe rondom zelfmoordgedachten doorbreekt.